# Bocksdorf
Bocksdorf è un comune austriaco di 796 abitanti nel distretto di Güssing, in Burgenland.